# Sedilo
Sedilo (sardinski: Sèdilo) je grad i općina (comune) u pokrajini Oristanu u regiji Sardiniji, Italija. Nalazi se na nadmorskoj visini od 283 metra i ima 2 122 stanovnika.
 Prostire se na 68,45 km². Gustoća naseljenosti je 31 st/km².
Susjedne općine su: Aidomaggiore, Bidonì, Dualchi, Ghilarza, Noragugume, Olzai, Ottana i Sorradile.